# Ateneo enciclopedico popolare
L'Ateneo enciclopedico popolare (in catalano: Ateneu enciclopèdic popular AEP - Centre de Documentació Històrica i Social CDHS) è una associazione culturale fondata a Barcellona nel 1902 da un gruppo di intellettuali e operai che aspiravano all'emancipazione sociale, senza particolare affiliazione politica o ideologica; è rinata nel 1977 dopo la fine della dittatura.

## Storia
L'idea di fondare l'Ateneo nacque, tra diversi intellettuali progressisti come Josep Tubau, Eladi Gardó i Ferrer e Francesc Layret, dopo la repressione seguita al fallimento dello sciopero generale del 1902, ispirandosi all'esperienza dell'Ateneo catalano della classe operaia, creato nel 1861. Come questo intendeva incentrare la propria attività sull'istruzione operaia, campagne contro la guerra e per il rispetto del ruolo della magistratura civile, difesa dei diritti umani, democratizzazione della cultura. Tra le principali attività l'organizzazione di corsi e conferenze per la divulgazione della cultura, campagne per la difesa dei mosaici romani di Tossa de Mar e per la promozione delle Olimpiadi popolari. Si divideva in diverse sezioni, tra le quali di particolare rilievo quella escursionistica (fondata nel 1905). L'Ateneo disponeva inoltre di una biblioteca, pubblicava un bollettino periodico e organizzava una scuola serale di studi commerciali e di lingue.. L'Ateneo arrivava a raccogliere 25.000 soci e vi partecipavano attivamente personalità come i poeti Federico García Lorca e Joan Salvat Papasseit e il sindacalista Salvador Seguí (che, come molti altri attivisti operai, si era formato grazie alle attività dell'Ateneo).
Le attività dell'Ateneo si intensificarono dopo la nascita della seconda repubblica e durante la guerra civile. Nel gennaio 1939 l'Ateneo venne assaltato dalle forze franchiste che avevano occupato Barcellona e la biblioteca venne data alle fiamme. Quanto si era salvato venne trasferito all'Archivio centrale di Salamanca e alla Biblioteca dell'Università di Barcellona. L'istituto chiuse le attività e venne riaperto solo nel 1977.

## Attività e fondi
L'Ateneo è ospitato nell'edificio dove si trova la Biblioteca Pubblica Arús ed è in attesa di una nuova sede nel quartiere del Raval promessa dall'amministrazione comunale nel 2009

L'istituto è suddiviso nelle seguenti sezioni:
- poetico-letteraria
- biblioteca, emeroteca e archivio con 30.000 volumi, 12.000 testate di periodici, numerosi fondi archivistici. Di particolare importanza il fondo sulla Prima internazionale in Spagna e quelli sul Movimento operaio in Catalogna.
- storia contemporanea

L'Ateneo, che pubblica un bollettino semestrale, svolge numerose attività culturali (conferenze, mostre, pubblicazione di libri) ed è associato alla Federazione Internazionale dei centri studi e di documentazione libertari.